# 夏の日 (森高千里の曲)
「夏の日」（なつのひ）は、1994年5月10日に森高千里が発表した楽曲、及び23枚目のシングル。CDコードはEPDA-4。

## 概要
- 『STEP BY STEP』『DO THE BEST』にも収録されている。カップリングの「こわい夢」はアルバム未収録楽曲。

## 収録曲
1. 夏の日
  - 作詞：森高千里、作曲・編曲：斉藤英夫
  - テレビ東京系「浅草橋ヤング洋品店」エンディングテーマ
2. こわい夢
  - 作詞：森高千里、作曲・編曲：斉藤英夫
3. 夏の日（オリジナル・カラオケ）

## 演奏

### 夏の日
- 森高千里　ヴォーカル、ドラムス
- 斉藤英夫　ギター、ベース、キーボード、コーラス、タンバリン

### こわい夢
- 森高千里 歌、ドラムス
- 斉藤英夫 ギター、ベース、アコースティックピアノ

## 同曲をカバーしたアーティスト
- Something ELse